# Leidulv Risan
Leidulv Risan, född 1948, är en norsk regissör och manusförfattare. 

## Regi i urval
- 1998 - Blodsband
- 1995 - Pakten
- 1992 - Krigarens hjärta
- 1987 - Efter Rubicon

## Filmmanus i urval
- 1998 - Avsändare: Anonym
- 1998 - Blodsband
- 1995 - Pakten
- 1992 - Krigarens hjärta
- 1989 – S.O.S. Condor
- 1987 - Efter Rubicon